# Toortsgootschild
De toortsgootschild (Emblethis verbasci) is een wants uit de onderfamilie Rhyparochrominae en uit de familie bodemwantsen (Lygaeidae).
De onderfamilie Rhyparochrominae wordt ook weleens als een zelfstandige familie Rhyparochromidae gezien in een superfamilie Lygaeoidea. Lygaeidae is conform de indeling van bijvoorbeeld het Nederlands Soortenregister.

## Uiterlijk
Deze soort is 5,7 tot 7,8 mm lang en is net als de andere wantsen uit het geslacht Emblethis strokleurig met donkere patronen. Het halsschild (pronotum) heeft een brede, uitstekende rand.

## Verspreiding en habitat
De soort komt voor in West-Europa en Centraal-Europa van het zuidelijk deel van Scandinavië tot in het Middellandse Zeegebied en in het zuiden van Oost-Europa. Naar het oosten toe komt hij voor tot in de Kaukasus en in het gebied rond de Kaspische Zee. Hij bewoont droge, open, warme gebieden vooral met een zandige of kalkrijke bodems, maar hij is ook te vinden bij bosranden. In Nederland is hij zeldzaam en wordt hij gevonden in Zuid-Limburg

## Leefwijze
De wantsen leven op de bodem onder stenen, tussen droog bladafval en onder bladrozetten van toorts (Verbascum), salie (Salvia) en Echium. Ze voeden zich met zaden. De imago’s overwinteren. In augustus verschijnen de volwassen wantsen van de nieuwe generatie. Onder gunstige omstandigheden kan er een tweede generatie zijn